# F.C. San Pauli
El Fútbol Club San Pauli(Fußball-Club St. Pauli von 1910 e. V.,en alemán y oficialmente, o  F. C. San Pauli de manera abreviada) es una entidad deportiva del distrito de San Pauli, Hamburgo, Alemania. Fue fundado el 15 de mayo de 1910 y actualmente participa en la primera división del sistema de ligas del fútbol nacional, la Bundesliga. 
El club ha obtenido dos títulos oficiales al ser campeón de la 2. Bundesliga, en 1976-77 (Grupo Norte) y 2023-24. El equipo debutó en la Bundesliga germana en la temporada 1977-78 y ha participado en la categoría en 9 oportunidades, siendo su mejor ubicación el 10° lugar logrado en la edición de 1988-89.
"Los Piratas" disputan sus partidos como locales en el Millerntor-Stadion, recinto propiedad de la institución, inaugurado en 1963 con capacidad para 29.546 espectadores. Sus clásicos rivales son el Hamburgo S.V., con el que disputan el Derbi de Hamburgo y el FC Hansa Rostock, rivalidad acrecentada por temas ideológicos de sus respectivas aficiones. 
Adicionalmente al fútbol el club dispone de otras secciones amateur en diferentes disciplinas como rugby, bolos, ajedrez, boxeo, balonmano, tenis de mesa, ciclismo, gimnasia, petanca, triatlón, maratón, fútbol americano, vóley playa y fútbol para invidentes. En 2015 contaba con más de 22.000 socios y unos 280 clubes de fanes a nivel mundial.
Además, el FC San Pauli ha destacado por su defensa de diferentes causas sociales y por su comunidad de aficionados, cercanos ideológicamente a la izquierda política y a los movimientos contraculturales,a pesar de ya no mantener esta posición.

## Historia

### Primeros años
A pesar de iniciar su actividad en 1899, el FC St. Pauli no fue fundado oficialmente hasta el 15 de mayo de 1910 sobre las bases de un club de juegos y deportes, el Hamburg-St. Pauli Turn-Verein 1862, una institución exclusiva para hombres creada por Franz Reese, que a su vez venía de la fusión en 1862 del MTV Hamburg y el Turn Verein St.Pauli., y que al igual que otras asociaciones similares sus propósitos eran la promoción del liberalismo y la extensión de un sentimiento nacionalista que haría subir la moral del pueblo alemán gracias a la creación del <<alemán perfecto>>, que debe estar preparado físicamente tanto para la paz como para la guerra.
El equipo no disputó su primer partido oficial hasta 1907, pues hasta entonces no contó con el número mínimo de jugadores para formar un equipo. Es por lo que durante 4 años estuvieron jugando partidos no oficiales en terrenos no aptos para el fútbol.Entre el año 1907 y 1908 jugaron 11 partidos, 7 victorias, contra equipos de Hamburgo y los alrededores.Entre los jugadores nos encontramos con Heini Schmelzkopf, Papa Friedrichsen y su hijo Hans, y Amandus Vierth, que fue quien tuvo la idea de que el equipo luciera los colores marrón y blanco. Ya en aquella época el club se encuentra en dificultades económicas pues tuvo perdidas por valor de 79 marcos.
A finales de 1909 se adhiere  a la Nord-deutsches-Fußallverband o NFV (Asociación de Fútbol del Norte de Alemania), de la que será miembro con todos los derechos en 1910. Su primer partido oficial fue bajo el nombre St. Pauli Turnverein, nombre que mantuvo hasta 1924 a raíz de una normativa que obligó a los clubes de fútbol a separarse de los clubes gimnásticos, después de ser asignado al III Distrito, Hamburgo-Altona. Dicho partido lo ganó contra el SC Germania 1887 por 2 a 0. Pese a esa victoria en el primer partido, el cómputo global de la temporada fue decepcionante:6 victorias por 20 derrotas y 2 empates. Ese año también disputaron 3 partidos fuera de Hamburgo, 2 en Dinamarca y 1 en Cuxhaven. Todos acabaron en derrota por goleada.

#### La Gran Guerra
Al contrario de lo que se puede creer, la Primera Guerra Mundial beneficia al club deportivamente pues obtiene el ascenso automático a la Segunda División al retirarse varios clubes que no contaban en sus filas con suficientes jugadores. Entre desapariciones y fusiones de clubes, solo quedó una sexta parte de los equipos. De hecho de los 300 equipos miembros de la NFV antes de la guerra se pasaron a 140 una vez terminada e incluso el FC St. Pauli estuvo a punto de fusionarse con el Favorite Hammonia..
En 1919 juega en Primera División, pero quedó en último lugar con un récord negativo de una victoria y 23 derrotas. Ese mismo año se convierte en propietario del estadio de Heiligengeisfeld al haber pagado 35.000 marcos.

#### Periodo de Entreguerras
Durante el periodo que fue desde el final de la Primera Guerra Mundial a la Segunda sufre lo que se llamó los <<años del yoyo>>, pues suma promociones y descensos continuos, aunque eso no le impide que se consolide la estructura administrativa.En la temporada 1923/24 es elegido Henry Rehder como presidente, se desvincula definitivamente del Hamburg St.Pauli Turnverein y se convierte en un club de fútbol independiente. El club estaba vinculado a la burguesía ya que los obreros del barrio estaban en la ATSB (Asociación Deportiva y Gimnástica de los Trabajadores) en vez de en la NFV y que la DFB (Federación Alemana de Fútbol) no permitía a <<bandas de obreros>> en sus filas.. Es por ese motivo que los enfrentamientos contra equipos como el Komet Blankenese y el Billstedt-Horn, equipos en vigilancia constante al creerse que realmente eran asociaciones políticas de izquierda, se convirtieron en partidos realmente violentos.
Hasta 1933 el equipo jugó en diversas ligas interregionales.De 1922 y 1926 participa en la Norddeutsche Liga y en 1927 en la A-Klasse Hamburg, de menor categoría, en la que sólo estuvo un año. Tras un año jugando de nuevo en la Norddeutsche Liga, en 1928/29 formará parte de la Runde de Zehn (Ronda de los Diez). Dicho campeonato se formó debido a las protestas de los equipos del norte debido a la fragmentación en ligas locales, pero solo duró un año. La Ronda de los Diez estuvo formada, además de por el St.Pauli, por el Hamburgo S.V., SV Polizei Hamburgo, SC Victoria Hamburgo, Holstein Kiel, FC St. Georg Hamburgo, FC Union 03 Altona, Eimsbütteler TV, SpVgg Ottensen 07 y el Altonaer FC 03..La primera temporada con este formato en club acabó en 6.ª posición con 5 partidos ganados y 4 perdidos y un balance de goles igualados a 37. La siguiente temporada (1929/30), en la que accede a la presidencia Wilhelm Koch exportero del equipo y que más tarde dará su nombre al estadio, es encuadrado en la Berzirksliga Hamburg, una especie de 2.ª División local, y dirigido por Richard Sumps consigue ganar a 5 ptos de su inmediato perseguidor.
Entre 1934 y 1940 compitió en la Norddeutsche Oberliga, pero también lo compaginó con la Gauliga Nordmark y la Gauliga Hamburg, estas dos últimas fueron competiciones creadas por los nazis. En la temporada 1936/37 consiguieron su mayor hito deportivo de la década al quedar cuartos en la Gauliga empatados con el segundo y el tercero, Holstein Kiel y SC Victoria respectivamente.

#### El club bajo el Nacionalsocialismo
En un principio las influencias del nacionalsocialismo en el club no fueron relevantes salvo contar en sus filas con el delantero Otto Wolff y con Walter Köhler más algún integrante del partido además de Wilhelm Koch. A pesar de la Gleichschaltung impuesta por el NSDAP y recogidas en la "cláusula aria" vigente desde 1933 que obligaba a expulsar a los judíos de las instituciones deportivas, el club continuó admitiendo socios judíos hasta 1940. Entre ellos se encontraban Otto Lang y Paul Lang, fundadores de la sección de rugby.
Coincidiendo con el principio de la Segunda Guerra Mundial y tras dos quintos puestos en las temporadas 37/38 y 38/39, el club desciende de categoría. En el verano de 1939 se ordena la movilización de todos los hombres entre 18 y 45 años, lo que afecta a 120 jugadores de las distintas secciones del club entre los que se encuentran 8 titulares del primer equipo. Además se vio afectado por la represión nazi. Así pues, al equipo le es imposible disputar el campeonato local de las temporadas 1940/41 y 1941/42. En 1943 se realiza una nueva llamada a los jugadores para ocupar las filas del ejército, viéndose afectado por tal decisión Karl Miller, primer futbolista del Sankt Pauli convocado por la Selección. Además la siguiente temporada se caracterizó en que muchos de los partidos debían concluir antes de tiempo debido a la escasez de balones o a los bombardeos que sufría la ciudad.

### Lucha por subir a la Bundesliga
En la temporada 1946/47 disputó la Liga de Distritos de Hamburgo, bajo supervisión de las fuerzas de ocupación británicas, y meses más tarde ingresó en la Oberliga Nord y finalizó segundo en la temporada 1947/48, lo que les clasificaba para la fase final del campeonato alemán. Ya en las eliminatorias, llegaron hasta semifinales y fueron derrotados por el F.C. Núremberg, eventual campeón nacional por 2 a 3 tras la prórroga. Si bien el St. Pauli nunca fue vencedor de la Oberliga, pues la categoría estuvo dominada por sus rivales del Hamburgo S.V. y por el Hannover 96, sí consiguió un total de cinco subcampeonatos: desde 1948 hasta 1951, y de nuevo en 1954. Aquel equipo fue conocido por la afición como die Wunder-Elf, (El once maravilloso).
Durante la década de los sesenta se producen algunos cambios que afectan al club como la reestructuración de la liga y la construcción del nuevo estadio.
En 1963 se inauguró el Millerntor-Stadion, construido gracias a las aportaciones de los socios y residentes del distrito de Sankt Pauli.
A partir de la temporada 1963/64 se celebraría una liga nacional, la Bundesliga, y la edición 1962/63 de la Oberliga Nord decidiría qué tres equipos jugarían la nueva competición. El St. Pauli finalizó en sexto lugar a siete puntos del tercero, por lo que tuvo que conformarse con la nueva segunda división norte mientras Hamburgo, Werder Bremen y Eintracht Braunschweig iban a la máxima categoría.
El FC St. Pauli se marcó como objetivo subir a la Bundesliga en el menor plazo posible, y en la temporada 1963/64 se proclamó campeón de la fase regular de la Regionalliga Nord. La estrella de la plantilla fue un delantero togolés, Guy Acolatse, el primer futbolista de raza negra que ha jugado en la liga alemana. No tuvieron la misma suerte en la fase final, de la que fueron eliminados. Lo más cerca que estuvieron de lograrlo fue en 1965/66: un St. Pauli de nuevo líder quedó esta vez segundo en la ronda final, empatado a puntos con el Rot-Weiss Essen. La diferencia de goles decantó la única plaza de ascenso para sus rivales.
A comienzos de la década de 1970 el St. Pauli consiguió dos campeonatos de Regionalliga (1972 y 1973) y dos segundas plazas (1971 y 1974) que no se tradujeron en la deseada promoción. En 1974/75 debutaron en la primera edición de la 2. Bundesliga, y finalmente en 1976/77 lograron ascender a Primera División como campeones del grupo Norte. Los 27 goles del delantero Franz Gerber y la llegada al club del defensa Walter Frosch resultaron vitales en la consecución del objetivo.
El FC St. Pauli solo permaneció un año en Bundesliga, la temporada 1977/78. El plantel dirigido por Diethelm Ferner tuvo dificultades para adaptarse a la nueva categoría y acabó descendiendo como colista, con solo seis victorias y 18 puntos.Aunque una de las victorias fue contra el eterno rival, el HSV Hamburgo, por 0 a 2 en lo que fue el primer derbi en la Bundesliga.
La pretemporada de ese año tiene como anecdótico el viaje de la plantilla a Mallorca regalado por un propietario de un famoso prostíbulo del barrio y la celebración de un partido contra el RCD Mallorca en el que jugaron bajo una gran ingesta de  alcohol que les hizo tirar a puerta e intentar jugadas inverosímiles pues creían que la sangría que tomaron era zumo.
En las dos temporadas siguientes a los problemas deportivos se sumaron los económicos debido a la falta de patrocinadores y la escasez de público en su estadio que originó una deuda de más de 2,5 millones de marcos propiciando que la DFB les relegase a Oberliga Nord (tercera división) en 1979. La situación económica llegó a ser tan grande que los jugadores debían de ir en sus propios vehículos o fueran los encargados de conducir el autobús del equipo.Estos viajes en ocasiones eran costeadas por los aficionados que se desplazaban con el equipo para darles ánimos desde la grada.Esa temporada en las que la imaginación de los jugadores y aficionados salvo al equipo de la desaparición hizo que el St. Pauli se convirtiera en un club de culto.

### Fenómeno de culto

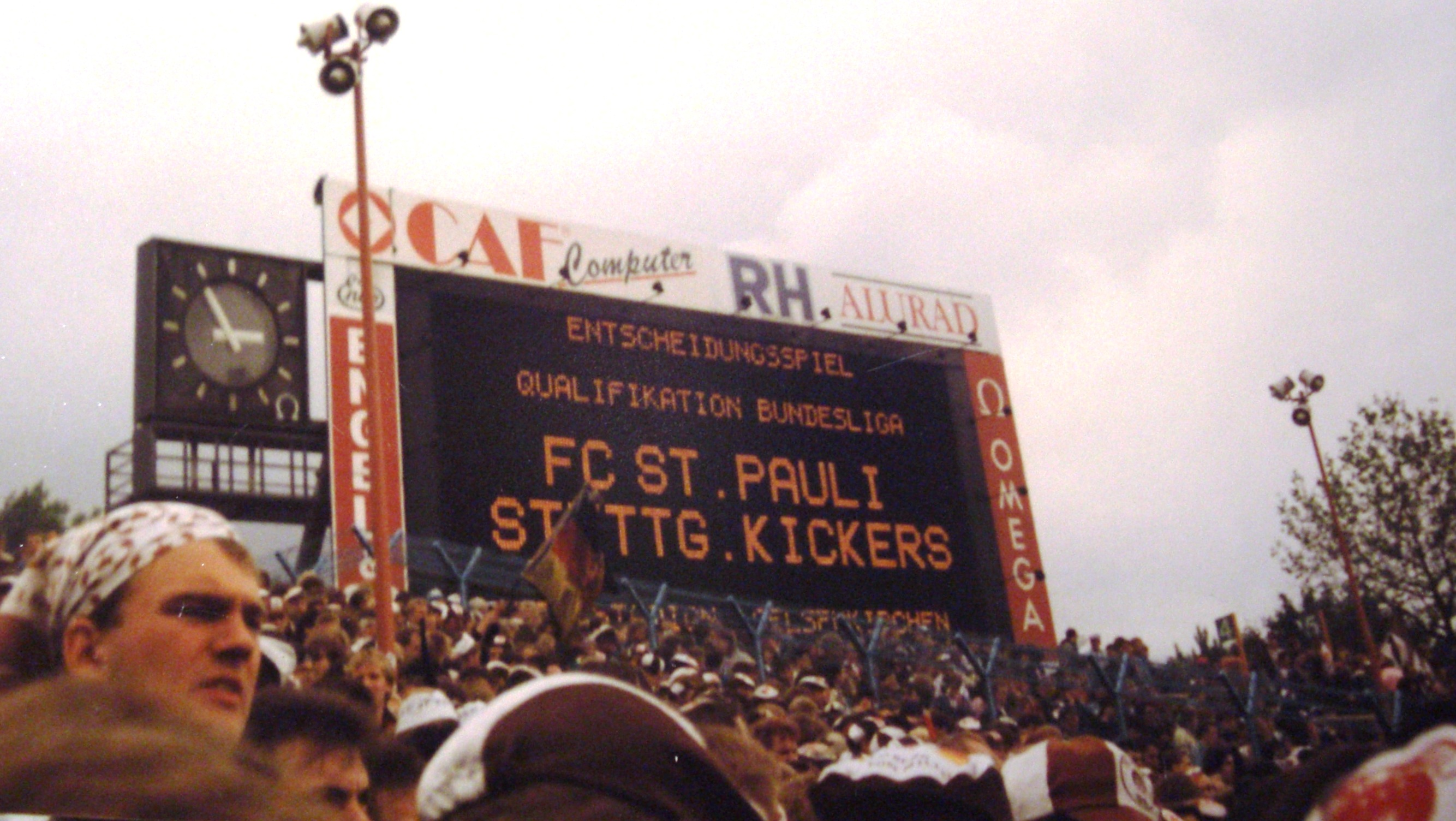
Hinchas del St. Pauli en la promoción por la permanencia de 1990/91.

La construcción de identidad del FC St. Pauli se dio durante la década de 1980 y está relacionada con el desarrollo del distrito. Sankt Pauli es una de las zonas rojas más importantes de Europa, cercana al puerto de Hamburgo y epicentro de la vida nocturna a través de la calle Reeperbahn, el barrio chino, los bares musicales y los locales ocupados de Hafenstraße. Pese a permanecer en la Oberliga durante seis temporadas, el estadio Millerntor comenzó a llenarse de personas y grupos de animación de ideología izquierdista, anarquista y antifascista, toda una alternativa al auge del movimiento hooligan y nacionalista que se dio en otros campos como el Hertha BSC, Chemnitzer FC, Borussia Dortmund, Eintracht de Frankfurt, Schalke 04, etc...o el rival de su ciudad HSV Hamburgo. Este contraste les hizo ganar simpatías en toda Alemania Federal y parte del extranjero además de tener un gran número de peleas entre los seguidores. Aun así las gradas del Millerntor no escaparon a esa moda, que pese a ser una minoría, se ubicaron en la Nordcurve bajo los nombres de North Side y United Fan Club que entonaban cánticos racistas y organizaron alguna revuelta, pero que con la aparición de los squaters en el barrio y la movilización del resto público y el equipo fueron expulsados de la grada.
En la temporada 1980/81, con el equipo en la Oberliga Nord, se acabó primero de grupo con la consiguiente participación en la final del campeonato amateur. Ese mismo año la DFB reestructuró la competición por lo que no se produjo el ascenso a la 2. Bundesliga de ningún equipo. La temporada 1981/82 acabó en sexta posición. La siguiente temporada a punto estuvo de lograr el ansiado ascenso al quedar primero de grupo con 12 puntos de distancia sobre el segundo, pero en la liguilla de ascenso cosecharon 3 derrotas en 6 partidos, lo que echó por tierra las esperanzas sankt-paulianers.
Fue por fin en la temporada 1983/84 cuando, en paralelo a una precaria situación económica, regresó a la 2. Bundesliga en la que solo duró un curso. A pesar del descenso el público se sintió orgulloso de su equipo que fue apodado como die Jungen Wilden o los Jóvenes Salvajes y que se caracterizaba por ser un grupo de jugadores nacidos en Hamburgo.
Tras subir de nuevo en 1986, de la mano de Lorkowski, acabó la edición de 1986/87 en una sorprendente tercera posición que les metía en el play-off de ascenso, donde fueron derrotados por el FC Homburg. El mismo bloque consiguió en 1987/88 un segundo lugar, lo que suponía subir a la Bundesliga de forma automática.  Es en esa misma temporada cuando empieza la afluencia de un grupo reducido de punks y autónomos que decidieron colocarse en la Gegengerade. diferencia de lo sucedido en su primera presencia, el St. Pauli cuajó buenas actuaciones que le permitieron mantenerse en la máxima categoría durante tres cursos.hasta que en 1990/91, con solo 6 victorias y 27 puntos, perdieron la permanencia contra el Stuttgarter Kickers, tercer clasificado de la 2. Bundesliga, tras un partido de desempate para resolver el doble empate a uno que se registró en ida y vuelta. Lo único positivo de esa temporada fueron las victorias a domicilio ante el Hertha de Berlín y el Bayern Múnich. En esa etapa se ganaron el apodo de «los corsarios de la liga».
Fue en la primera de esas temporadas; con el estadio deteriorado, sin una estructura verdaderamente organizada y con jugadores inexpertos el club quedó en décima posición, la que a la postre ha sido su mejor clasificación de la historia.
La temporada 1991/92 se caracterizó por la reestructuración de la 2. Bundesliga en dos grupos, Norte y Sur, para dar cabida a los equipos de Alemania del Este que se unieron después de la reunificación alemana. Así pues el club acabó en cuarta posición del grupo Norte. La siguiente temporada estuvo a punto de descender al acabar en decimoséptima posición con un punto de ventaja sobre los equipos que acabaron cayendo a la división inferior.
El St. Pauli regresó a la Bundesliga en la temporada 1995/96, quedando en decimoquinta posición y logrando la permanencia in extremis, y descendería en la siguiente edición como colista con 27 puntos a 13 de la salvación lo que agravó más aún la crisis económica.
El club entró en una espiral de cambios que evidenció tanto la falta de proyecto deportivo como directivo. A pesar de contar con el apoyo de la mayoría de los aficionados surgieron voces discordantes con Heinz Weisener, presidente del club más conocido como Papa Heinz que incluso había aportado patrimonio particular para salvar al club. En la temporada 1999/00 el club se salvó de descender a la Regionalliga en el último partido contra el Rot-Weiss Oberhausen al empatar a un gol en el último minuto.
Durante la década de 1990 desarrollaría una intensa rivalidad con el FC Hansa Rostock, cuyos ultras estaban asociados a movimientos de extrema derecha, llegando incluso a tener varias peleas entre aficiones, destacando especialmente las de la temporada 1995/96 y 2009/10. Dicha rivalidad inspiró el guion de la película Schicksalsspiel (Partido de la fe) en la que se describe el romance entre un aficionado del St. Pauli y una camarera de Rostock con los incidentes de ambos equipos como telón de fondo.

### Campaña de salvación
En el 2001, coincidiendo con el décimo aniversario de la Fanlanden, el St. Pauli consiguió un nuevo ascenso a la 1. Bundesliga al acabar en tercera posición y de cara a la temporada 2001/02 armó un proyecto ambicioso. Pero los resultados no acompañaron: el conjunto no solo descendió a Segunda con tan sólo 22 puntos, a 12 de la salvación, y 70 goles. Sin embargo logró ganarse el apodo de Weltpokalsiegerbesieger, Vencedores del Ganador de la Copa del Mundo de clubes, leyenda que fue impresa en camisetas junto con el nombre del once que logró la victoria y que fue un éxito de ventas. Las cosas no fueron mejor en el año 2002/03, con otro descenso consecutivo a la Regionalliga tras acabar decimoséptimo con 31 puntos a 6 de la salvación.
A estas dos temporadas para olvidar hay que sumar que el club entró en una grave crisis financiera que amenazó su continuidad ya que los elevadas fichas de los jugadores contratados para jugar en la Bundesliga fueron una losa y esta vez no pudieron recurrir a Heinz Weisener que había abandonado la presidencia un año antes. la DFB obligó al club a tener una reserva de poco menos de dos millones de euros o le sería denegada la autorización para jugar en la Regionalliga. Para poder cumplir dicho requisito tuvo que vender los campos de entrenamientos de los equipos filiales. Con esta situación financiera, se nombró nuevo presidente al empresario teatral Cornelius Littmann y los seguidores del equipo se organizaron a través de las iniciativas Retteraktion (en español, «acciones de salvación») para recaudar fondos, campaña no exenta de polémica pues parte del merchandising era vendido en 40 tiendas de la cadena de comida rápida Mc Donald´s bajo el lema Hamburger helaren Hamburgern (Las hamburguesas salvan Hamburgo).. Los hinchas vendieron camisetas, organizaron conciertos e incluso convencieron al presidente del Bayern Múnich, Uli Hoeness, para que el equipo bávaro participara gratis en un amistoso benéfico. En total se recaudaron 2 millones de euros que salvaron al club de la bancarrota, aunque a nivel deportivo continuaron en la tercera categoría. También se redujo al mínimo el gasto en fichajes. También los bares del barrio se unieron a la campaña donando 50 céntimos de cada cerveza vendida a la causa en la campaña Drink for St. Pauli.
Las temporadas 2003/04 y 2004/05 el equipo acabó octavo y séptimo respectivamente. La temporada 2005/06, en la que el equipo acabaría en sexta posición, se recuerdan por dos hechos. La gira invernal por Cuba y la trayectoria en la DFB Pokal, bautizada Bokal por los aficionados debido a que  los equipos a los que se enfrentaron comenzaban por B, en la que llegó hasta semifinales tras derrotar a Wacker Burhausen, VfL Bochum, Hertha BSC y Werder Bremen que generó una corriente de simpatía que los aficionados utilizaron para volver a recaudar fondos. No obstante, el St. Pauli no pudo hacer nada frente al Bayern Múnich, 4:0 global, y cayó eliminado. Al año siguiente, el St. Pauli fue campeón de Regionalliga en la temporada 2006/07 y regresó a la 2. Bundesliga tras cuatro años de ausencia.
```
/>
```

Las dos siguientes campañas en la segunda división acabaron con el equipo en novena y octava posición respectivamente.

### 2009/2010
En el año de su centenario, los objetivos del St. Pauli pasaban por asegurar la permanencia, y en la temporada 2009/10 encadenaron varias victorias consecutivas hasta finalizar en segundo lugar, cosechando un nuevo ascenso a la Bundesliga. En esa promoción tuvieron una actuación destacada Marius Ebbers, con 20 goles; Florian Bruns, Rouwen Hennings y Deniz Naki. La etapa en la máxima categoría duró solo un año: al finalizar la edición 2010/11, los «piratas» volvieron a terminar en última posición.
Desde entonces el equipo ha competido en la segunda división, con un cuarto puesto en 2015/16 como mejor clasificación.

### 2023/2024
El 12 de mayo de 2024 el club de fútbol bajo el entrenador Fabian Hürzeler se aseguró el ascenso a la primera división de Bundesliga antes de tiempo, después de 13 años en la segunda división, con una victoria en casa por 3:1 contra el VfL Osnabrück.

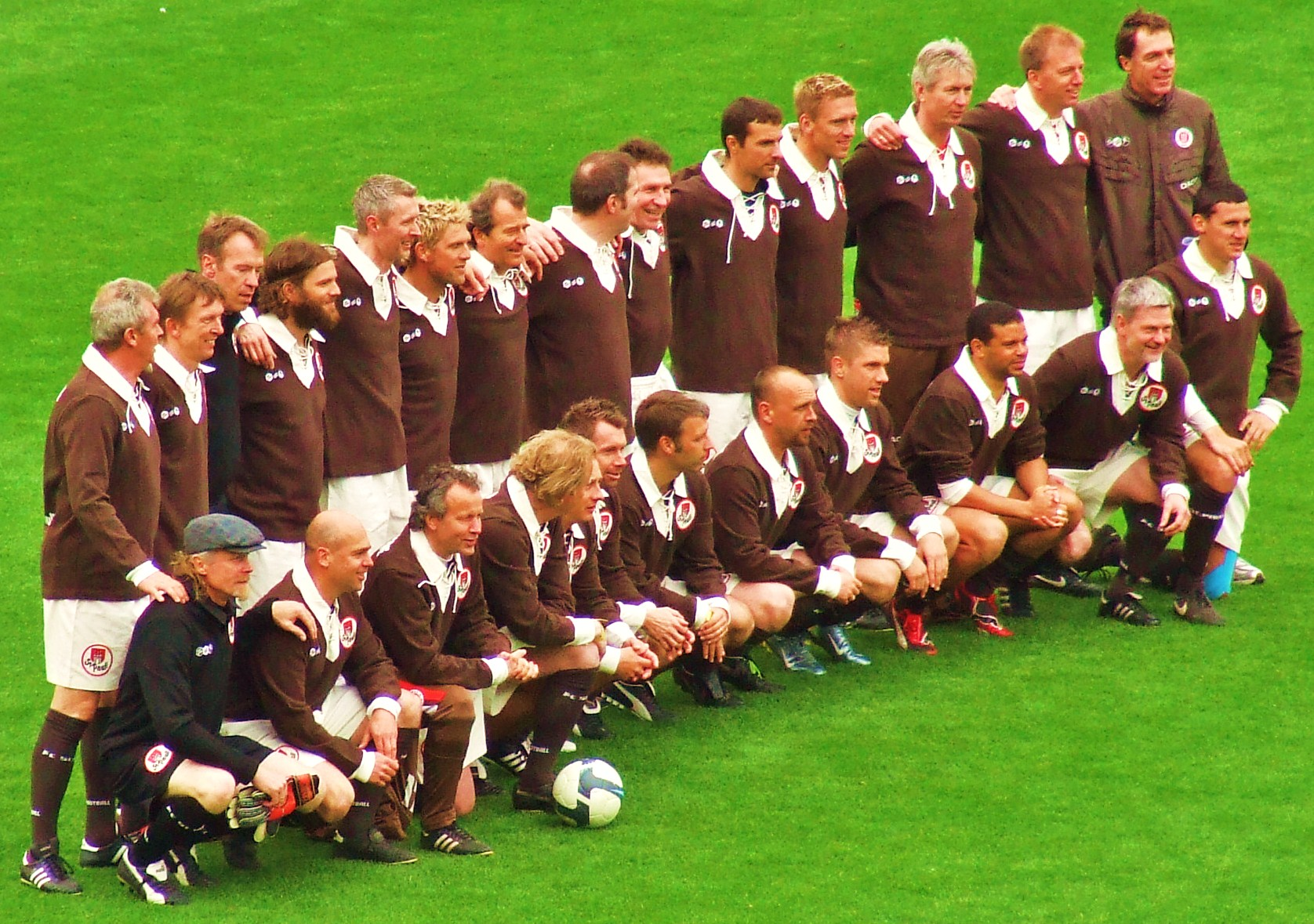
Jugadores históricos del St. Pauli posan con una recreación de la equipación de 1910, con motivo del centenario.

## Indumentaria
Sobre tres colores tradicionales café, blanco y rojo, se han alternado diversos diseños a lo largo de su historia, pues obedecen a que son los propios de la Liga Hanseática.
- Uniforme Titular: Camiseta con franjas verticales blancas y marrones, pantalón marrón y medias marrones.
- Uniforme Suplente: Camiseta blanca, pantalón blanco y medias blancas.
- Uniforme Alternativo: Camiseta negra, pantalón negro y medias negras.

| Primero | (Ver evolución) | Actual |

## Símbolos

### Escudo
El distintivo del FC San Pauli es un escudo redondo en cuyo interior figura la bandera civil de Hamburgo: un castillo blanco con tres torres sobre un fondo rojo. En la parte superior figura el nombre en mayúsculas y en la inferior pone 1910, año de fundación.

### Bandera
Junto al escudo, el símbolo no oficial es una bandera pirata (Jolly Roger, totenkopf) con el nombre del distrito en la parte inferior. La Jolly Roger está relacionada con la tradición portuaria de Sankt Pauli y Hamburgo: uno de los personajes más populares de la ciudad hanseática es el corsario Klaus Störtebeker (1360-1401), si bien las primeras referencias históricas sobre banderas piratas no se recogieron hasta comienzos del siglo XVII. Los aficionados comenzaron a lucirla en la década de 1980 y el club la ha asumido como símbolo de su espíritu alternativo.

## Instalaciones

### Estadio

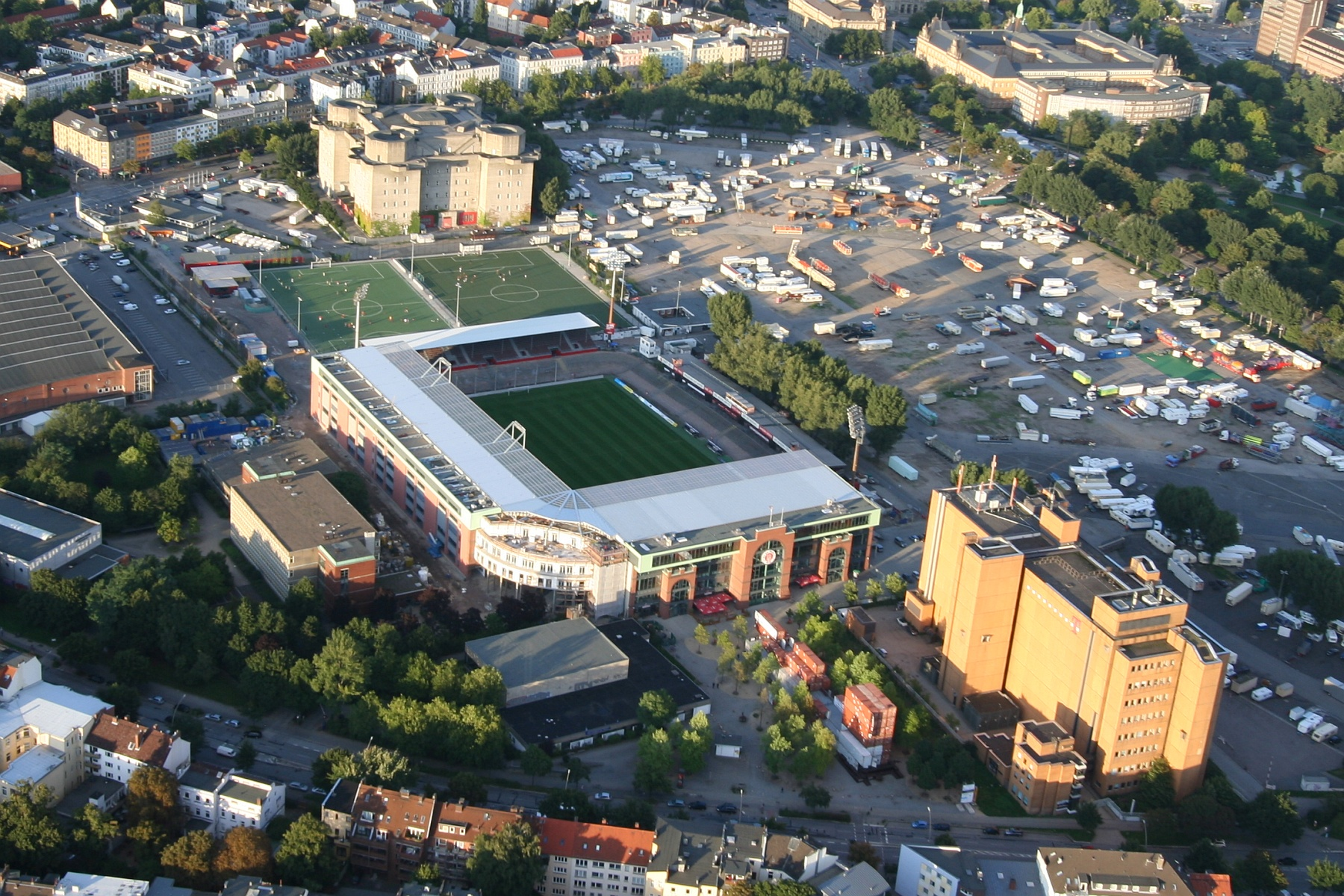
Vista aérea de Millerntor-Stadion en 2010.

El FC San Pauli disputa sus partidos como local en Millerntor-Stadion, ubicado en el distrito de Sankt Pauli, con un total de 29.546 localidades: 16.000 de pie y 12.000 de asiento. La cifra incluye instalaciones para periodistas, palcos VIP y plazas especiales para personas de movilidad reducida.
Las obras del campo comenzaron en 1961 y su inauguración tuvo lugar en 1963, con fondos aportados por el club y los aficionados. Las obras se retrasaron dos años porque la zona no contaba con alcantarillado y se inundaba cada vez que llovía. En frente hay una explanada donde se ubica la feria Hamburger Dom. Inicialmente Millerntor podía acoger a 32.000 aficionados en localidades de pie, pero el aforo se redujo a 20.000 personas por razones de seguridad.
Entre 1970 y 1998 el campo se llamó Wilhelm Koch Stadion, en honor al presidente de la entidad durante los periodos de 1931 a 1945 y de 1948 a 1969. Cuando diversos historiadores descubrieron que Koch había colaborado con los nazis durante el Tercer Reich, los aficionados presentaron una moción en la asamblea general del club de 1997 para retirar su nombre. En octubre de 1998, la resolución fue aprobada por un estrecho margen de votos y a partir de la temporada 1999/2000 se recuperó la denominación Millerntor-Stadion por petición popular.
El estadio se encuentra en proceso de remodelación. En 2006 se derribó la grada lateral (Gegengerade) para construir otra nueva, con mayor capacidad y nuevos asientos. No obstante, los trabajos duraron más de lo previsto y no quedó completada hasta 2013.
En el 2007 los socios del equipo acordarón que su nombre no sería utilizado con fines comerciales ni sería vendido a ninguna empresa o patrocinador.

## Datos
- Puesto histórico: 33º[54]
- Temporadas en Bundesliga: 9

Mejor posición: 10.º (temporada 1988-89)
Peor posición: 18.º (tres veces)
- Temporadas en 2. Bundesliga: 19

Mejor posición: 1.º (temporada 1976-77)
Peor posición: 17.º (dos veces)
- Participaciones en competiciones europeas: Ninguna

## Idiosincrasia

### Social

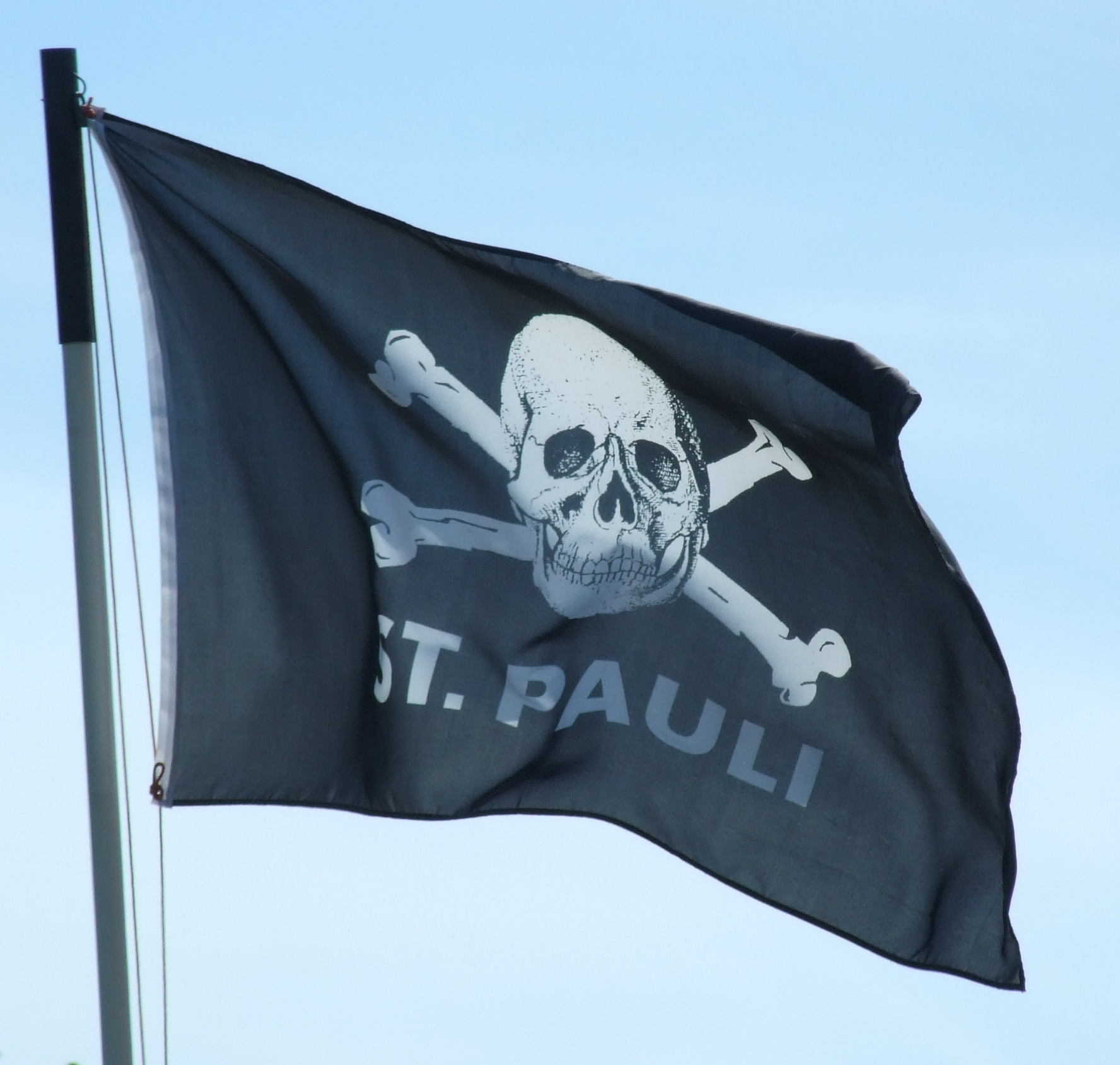
Bandera con la calavera con los huesos cruzados, símbolo de los aficionados.

El FC San Pauli es la primera entidad deportiva de Alemania que ha incluido una carta de principios fundamentales (Leitlinien) sobre la gestión de la entidad y su relación con los aficionados. La asamblea de socios del St. Pauli aprobó el documento por amplia mayoría en noviembre de 2009.
La carta de principios consta de 15 puntos, relativos a los siguientes aspectos: esfera sociopolítica, representación del distrito de Sankt Pauli, valores de deportividad y cumplimiento de los derechos humanos, reconocimiento de las diferentes secciones deportivas, comportamiento de los aficionados, respeto a la hinchada rival, relaciones con la comunidad local, reglas de patrocinadores y respeto al medio ambiente.
La institución participa en numerosas actividades sociales y hace partícipes a sus seguidores para que colaboren. El Fanladen ha promovido campañas contra el racismo o la violencia en el fútbol como el proyecto realizado en la temporada 2002-03 llamado KiezKick, que gracias a los fondos conseguidos al jugar un amistoso contra famosos de Hamburgo, intentaba facilitar que niños y jóvenes de ambos sexos en riesgo de exclusión o con problemas económicos pudieran jugar al fútbol gratis y que dicha actividad les alejase de la violencia, la droga, etc. A estas sesiones de fútbol suelen ir jugadores del primer equipo. Dicho proyecto ha sido galardonado con el Premio Integración Ciudad de Hamburgo en 2006. Para poder mantener el KiezKick hinchas anónimos y otras entidades aportan recursos económicos si bien se ocupan más de la logística. El año del Mundial de Brasil de 2014 llevó a cabo el KiezKick in Brasilien junto a la ayuda de varias ONG sudamericanas. El proyecto consistía en llevar a 8 jóvenes germanos a Sao Paulo para que convivieran con otros chicos de diferente cultura.
También participó en la iniciativa U 18 Ragazzi, que pretende promover actividades sociales para los adolescentes (Skating, fútbol, encuentros con jugadores y sobre todo organizar los desplazamientos de menores, bajo el lema <<No nicotina, no alcohol>>, para ver al equipo en viajes con monitores y trabajadores sociales que les difundan la importancia de valores como el antirracismo y que en la previa de dichos partidos organizan reuniones con hinchas de su edad del equipo contrario). Además entre semanas se realizan varias actividades de carácter lúdico. Con estas y otras alternativas la Fanlanden desea ofrecer alternativas a los jóvenes del barrio que tengan problemas con las drogas o de otro tipo.
En 2005, el futbolista Benjamin Adrion impulsó junto con el club el proyecto «Viva con Agua» para suministrar agua potable en países en vías de desarrollo. También han colaborado en campañas por la integración de refugiados en Europa durante la crisis humanitaria de 2015, bajo el eslogan Refugees Welcome.
Millerntor-Stadion ha acogido la FIFI Wild Cup 2006, un torneo compuesto por selecciones nacionales no reconocidas por la FIFA. El club participó bajo la ficticia «República de St. Pauli» y un plantel formado por aficionados.
En el 2019, con el anuncio de la ofensiva turca contra las fuerzas kurdas en el norte de Siria, y el posterior apoyo del jugador Cenk Şahin en las redes sociales a dicha acción es expulsado de la plantilla.
La afición  en octubre de 2023 mostró pancartas en su estadio a favor de Israel y en el que citaba a la afición del Celtic, que esta hermanada con ellos y que días antes había manifestado su apoyo a Palestina con cientos de banderas. Las diferentes peñas del equipo alemán de todo el planeta mandaron un comunicado en el que no apoyaban a la afición alemana. La afición del equipo escocés directamente se manifestó con un Fuck St. Pauli.

## Seguidores

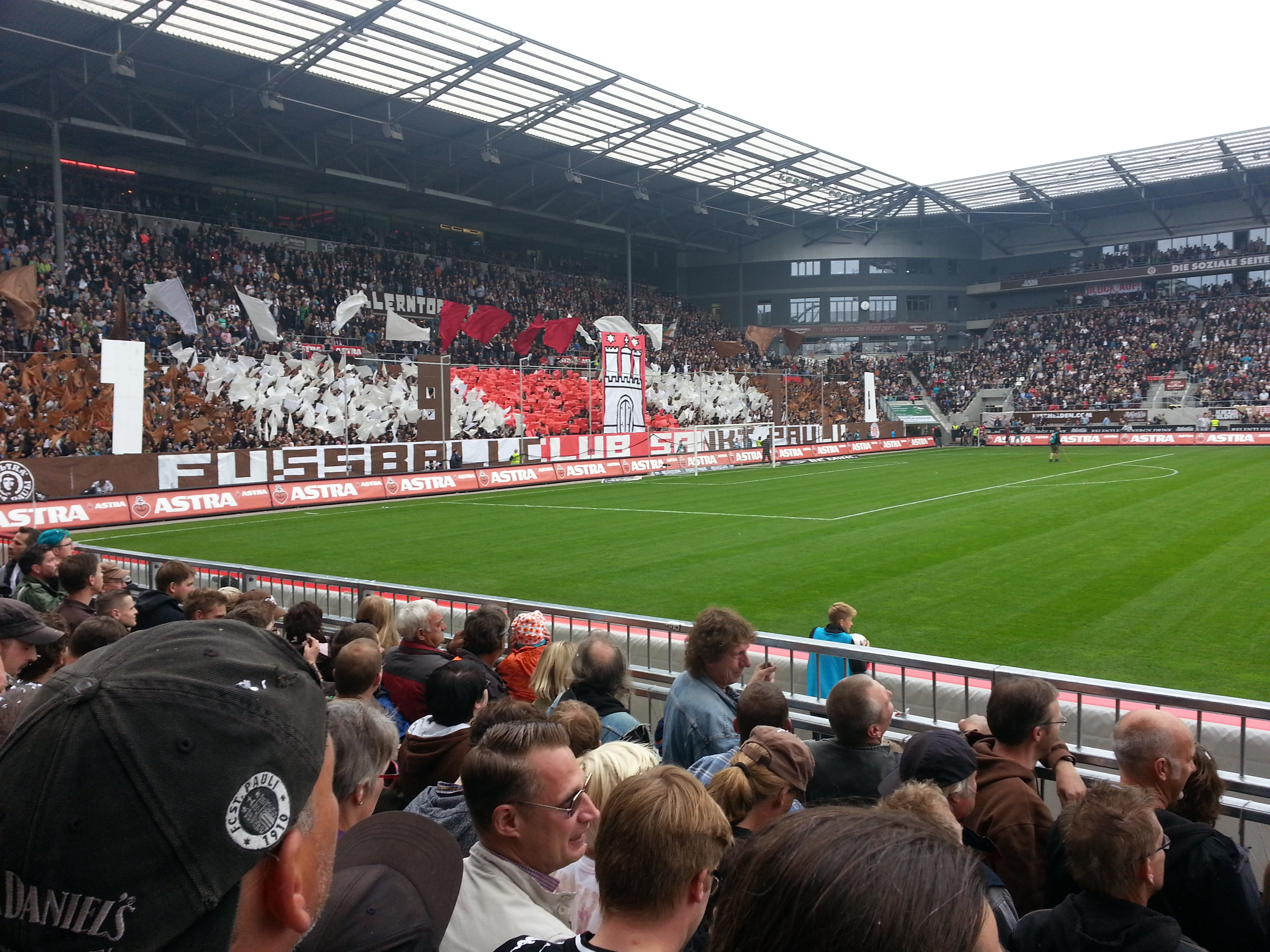
Tifo del San Pauli en Millerntor-Stadion.

El sanktpaulismo va más allá de lo que ocurre dentro de los estadios y se adentra en la militancia, la defensa de St. Pauli, de las minorías, de alternativas sociales, políticas y económicas.
La afición sankt-paulianer tiene fama por el carácter izquierdista de sus hinchas. La mayoría de los seguidores braunweiß se consideran a sí mismos como antirracistas, Antihomofóbicos, antifascistas y antisexistas, e incluso toman parte de manifestaciones, asambleas y cualquier evento relativo al distrito de Sankt Pauli. Esto también tiene su eco en el club, que rechaza cualquier tipo de discriminación. Así pues son cofundadores  de la red Bündnis Aktiver Fußball-Fans (Asociación de Hinchas de Fútbol Activos) que fue fundada en 1993 y que  tiene la misión denunciar e intentar solucionar cualquier acto xenófobo o sexista vinculado al fútbol entre otros asuntos. Tal es así que en 2001 el fanzine Der Überstiger, autogestionado por los hinchas al igual que lo fue el Millerntor Roar!, emprendieron una protesta contra unos seguidores del club que pretendían desplazarse en la aerolíneas Lufthantsa para ver al equipo.El motivo de dicha iniciativa era que la compañía alemana deportaba unos 10000 solicitantes de asilo anuales. La afición es también miembro de la NKSS (Nationalen Konzept Sport une Sicherheit o Concepto Nacional para la Seguridad y el Deporte) que promueve el antiextremismo y la diversidad dentro del mundo del deporte.
Entre las iniciativas llevadas a cabo por los aficionados para promover el antirracismo se encuentra la creación de un Torneo Antirracista (Antira Turnier) celebrado en Hamburgo desde 2004 que decidieron crear después de asistir a varias ediciones del Mondiali Antirazzisti que organiza Progetto Ultrà-UISP Emilia Romagna en Italia
Entre los símbolos que definen su historia se encuentra la bandera pirata, introducida por los aficionados y que más tarde ha sido respetada al mismo nivel que el escudo.
Hay dos episodios que reflejan la conexión del club con su base de aficionados. En 1970, el club renombró el estadio Millerntor en honor a Wilhelm Koch, presidente entre 1931 y 1969. Sin embargo, a mediados de la década de 1990 se desveló que Koch había colaborado con las autoridades de la Alemania nazi durante la Segunda Guerra Mundial, por lo que el campo recuperó su nombre original en 1998 a petición de los hinchas. El otro hecho notable se produjo en 2002: la publicidad de la revista Maxim fue retirada del estadio por el uso sexista que hacían de las mujeres en sus anuncios.
El estadio Millerntor registra uno de los mayores promedios de asistencia en la segunda división alemana, y en las proximidades se encuentra el centro de actividades para aficionados, el Fanladen St. Pauli.

### Música
El San Pauli es también un símbolo mundial para el punk y otros movimientos contraculturales. El líder de KMFDM, Sascha Konietzko, que es natural de Hamburgo y reconocido hincha del St. Pauli, una vez colocó un enorme cuadro de un puño que rompe una esvástica en la página principal de su banda, con el título St. Pauli gegen Rechts! (St Pauli contra la derecha). Otros hinchas son Andrew Eldritch, líder de The Sisters of Mercy; el grupo Fettes Brot, Die Ärzte, Bela B, Kettcar, Tomte y Talco, Matt Skiba cantante y guitarrista de  Alkaline Trio y  Blink 182, así como la banda mexicana de reggae - ska Panteón Rococó y la banda underground argentina Nada Que Perder quienes le dedican el tema Hey Ho Sankt Pauli de su segundo disco.
Los equipos saltan al campo con los acordes de Hells Bells de AC/DC, y después de cada gol suena el estribillo de Song 2 de Blur.

## Amistades y rivalidades

### Hermandad
El club tiene registradas más de 530 clubes de fanes en todo el mundo. La hinchada alemana está hermanada con la del Celtic Football Club, Escocia, con el Hapoel Tel Aviv y existen contactos con hinchas del Club Atlético Platense, Argentina, este último con idéntico color café en la equipación. En 1953, jugó un partido amistoso con el Club Atlético Boca Juniors, en la cancha del San Pauli; empataron en 2 goles.
Coincidiendo con el genocidio de palestinos de 2023 y la postura pro-israelí del club alemán, además de que las peñas internacionales se desmarcaron de dicha postura, la afición del Celtic, que días antes se manifestó con cientos de banderas de Palestina, dejó bien clara su postura con la afición del equipo alemán con un lacónico Fuck St. Pauli. Free Hamburg from Hipsters.
Tras la actuación del club alemán y sus aficionados varias peñas decidieron disolverse dado lo alejado de su actuación del "espíritu St. Paulaner". Entre ellas las de Bilbao, Barcelona y Atenas.

### Rivalidades
El rival histórico del FC San Pauli es el Hamburgo S.V., principal club hanseático con el que disputa el derbi de Hamburgo (Hamburger Stadtderby). De igual modo, existe una fuerte rivalidad con el Bayern Múnich, vinculado a su poder económico dentro del fútbol germano y con el Hansa Rostock, por la pertenencia de sus ultras a movimientos de extrema derecha.

## Organigrama deportivo

### Jugadores
A lo largo de su historia han vestido la camiseta del club más de mil futbolistas, en su gran mayoría alemanes.  De todos ellos, André Trulsen ostenta el récord de apariciones con un total de 408 partidos en dos etapas: desde 1986 hasta 1991 y desde 1994 hasta 2002. Le siguen de cerca el centrocampista Jürgen Gronau (340), el guardameta Klaus Thomforde (335) y el central Fabian Boll (292).
Hay pocos futbolistas del FC St. Pauli que hayan desarrollado una carrera internacional. Karl Miller fue el primer jugador convocado con la selección de Alemania, mientras estuvo en el equipo hamburgués, en marzo de 1941. Le siguieron Alfred Beck (1954), Ingo Porges (1960) y Christian Rahn (2002). Entre aquellos con otra nacionalidad, los primeros fueron el finlandés Ari Hjelm y los checoslovacos Ivo Knoflíček y Ján Kocian. También han destacado el noruego Tore Pedersen, el croata Ivan Klasnić, el turco Deniz Barış y el estadounidense Cory Gibbs. A pesar de que Zlatan Bajramović nació en Hamburgo, representaría a Bosnia y Herzegovina entre 2002 y 2009.
Otros futbolistas que han marcado época en St. Pauli a pesar de no desarrollar una carrera internacional fueron Guy Acolatse (1963/64), primer jugador de raza negra en la historia de la Bundesliga; Walter Frosch (1976-1982), el delantero Franz Gerber y el líbero Holger Stanislawski, más tarde técnico del mismo club. También formó parte del plantel Helmut Schön (1947-1948), recordado por ser el seleccionador que ganó la Copa Mundial de 1974 con Alemania Occidental, el argentino Gustavo Cepillo Acosta, primer jugador latinoamericano sankt-paulianer.

### XI Histórico

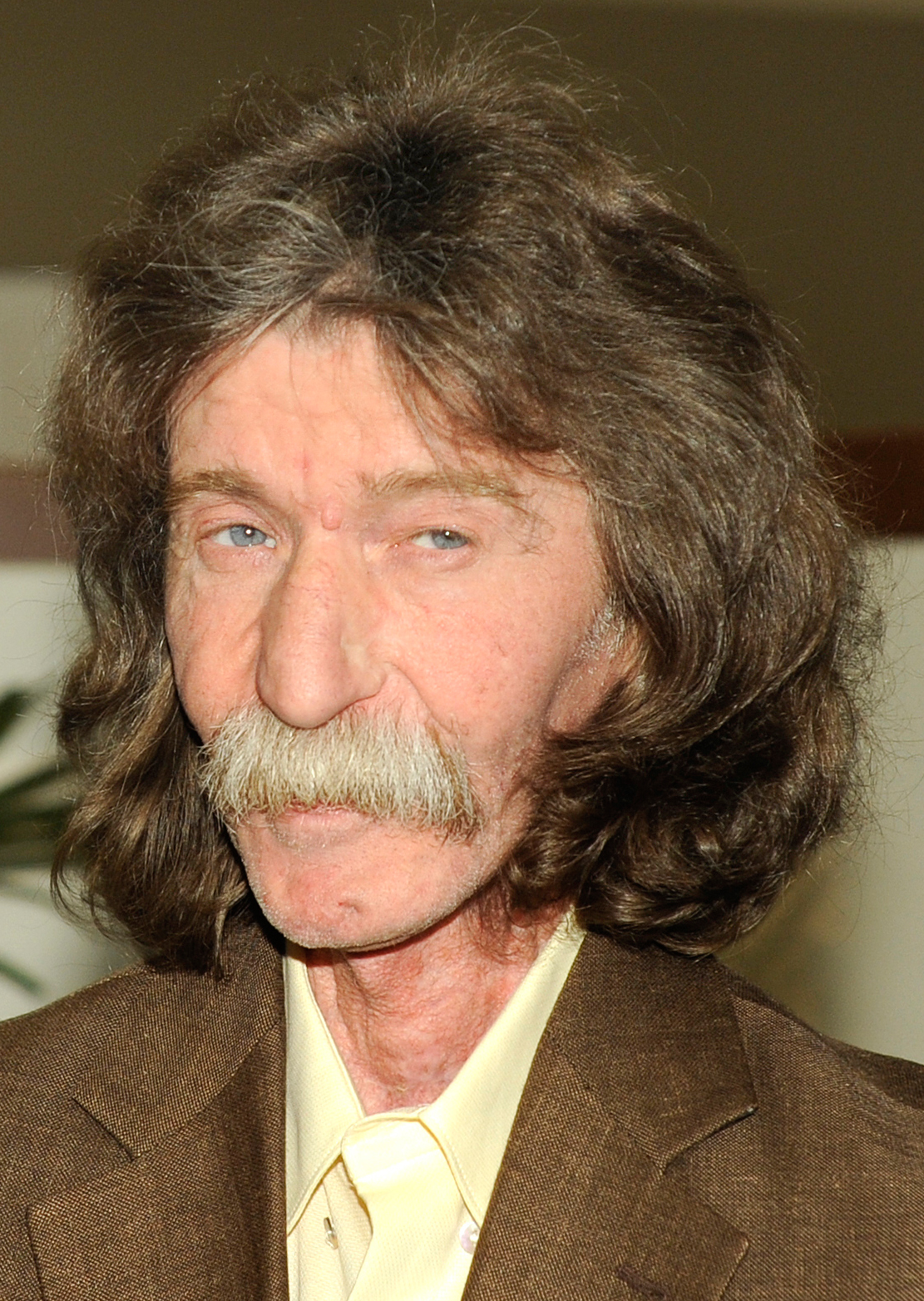
Walter Frosch, defensa del San Pauli entre 1976 y 1982.

Con motivo de su centenario, los socios votaron una alineación con los mejores jugadores que han pasado por Sankt Pauli.
| Posición | Futbolista            | Etapa                |
| -------- | --------------------- | -------------------- |
| POR      | Klaus Thomforde       | 1983-1999            |
| DEF      | André Trulsen         | 1986-1991; 1994-2002 |
| DEF      | Walter Frosch         | 1976-1982            |
| DEF      | Karl Miller           | 1930-1950            |
| DEF      | Dirk Dammann          | 1990-1999            |
| MED      | Michél Mazingu-Dinzey | 1995-1996; 2004-2007 |
| MED      | Thomas Meggle         | 1997-2002; 2005-2010 |
| MED      | Jürgen Gronau         | 1984-1997            |
| MED      | Harald Stender        | 1947-1960            |
| DEL      | Peter Osterhoff       | 1958-1970            |
| DEL      | Franz Gerber          | 1972-1974; 1976-1978 |

## Plantilla

### Más apariciones y máximos goleadores
La siguiente tabla muestra todas las apariciones y goles en partidos oficiales con el primer equipo del F. C. San Pauli. Además de los partidos de liga esta incluye todos los partidos en las competiciones nacionales e internacionales. No incluye apariciones ni goles en partidos amistosos.
- Actualizado el 12 de Febrero de 2021.[79]

     En activo con el club.

## Entrenadores
Entrenadores del FC St. Pauli.
- Walter Risse (1950 – 1952)
- Hans Appel (1952)
- Otto Westphal (1963 – 1964)
- Kurt Krause (1964 – 1965)
- Erwin Türk (1970 – 1971)
- Edgar Preuß (1971 – 1972)
- Karl-Heinz Mülhausen (1972 – 1974)
- Kurt Krause (1974 – 1976)
- Diethelm Ferner (1976 – 1978)
- Sepp Piontek (1978 – 1979)
- Michael Lorkowski (1982 – 1986)
- Willi Reimann (1986 – 1987)
- Helmut Schulte (1987 – 1991)
- Horst Wohlers (1991 – 1992)
- Josef Eichkorn (1992)
- Michael Lorkowski (1992)
- Josef Eichkorn (1992 – 1994)
- Uli Maslo (1994 – 1997)
- Klaus-Peter Nemet (1997)
- Eckhard Krautzun (1997)
- Gerhard Kleppinger (1997 – 1999)
- Willi Reimann (1999 – 2000)
- Dietmar Demuth (2000 – 2002)
- Joachim Philipkowski (2002)
- Franz Gerber (2002 – 2004)
- Andreas Bergmann (2004 – 2006)
- Holger Stanislawski (2006 – 2007)
- André Trulsen (2007 – 2008)
- Holger Stanislawski (2008 – 2011)
- André Schubert (julio 2011 – septiembre 2012)
- Michael Frontzeck (octubre 2012 – noviembre 2013)
- Roland Vrabec (noviembre 2013 – septiembre 2014)
- Thomas Meggle (septiembre – diciembre 2014)
- Ewald Lienen (diciembre 2014 – junio 2017)
- Olaf Janßen (julio – diciembre 2017)
- Markus Kauczinski (diciembre 2017 – abril 2019)
- Jos Luhukay (abril 2019 – junio 2020)
- Timo Schultz (julio 2020 – diciembre 2022)
- Fabian Hürzeler (diciembre 2022 – junio 2024)
- Alexander Blessin (julio 2024)

## Palmarés
| Competición nacional | Títulos                        | Subcampeonatos            |
| -------------------- | ------------------------------ | ------------------------- |
| 2. Bundesliga (2/3)  | 1976-77 (Grupo Norte), 2023-24 | 1987-88, 1994-95, 2009-10 |

- Bezirksliga Hamburg: 1

1929/30
- Regionalliga Nord II: 4

1963/64, 1965/66, 1971/72, 1972/73
- Regionalliga Nord III: 4

2006/07
- Oberliga Nord: 3

1981, 1983, 1986
- Stadtliga Hamburg: 1

1947
- Hamburger Pokal: 4

1986, 2004, 2005, 2006

## Secciones deportivas
El FC San Pauli es un club polideportivo que, además de equipos de fútbol en categoría masculina, femenina e infantil, cuenta con equipos en otras 18 disciplinas deportivas más: ajedrez, arbitraje, balonmano, bolos, bolos alemanes (kegeln), boxeo, dardos, deportes extremos, fútbol sala, fútbol para ciegos, futbolín, maratón, roller derby, rugby, tenis de mesa, torball y triatlón. La gran mayoría son amateur y en ocasiones los deportistas son los propios aficionados.
De todos los equipos afiliados, el más laureado es el FC San Pauli Rugby de rugby unión, fundado en 1933. Su categoría femenina ha obtenido el campeonato de Alemania en ocho ocasiones.
Anteriormente, el San Pauli patrocinó a la pareja de vóley playa formada por Mischa Urbatzka y Markus Böckermann, campeones de Alemania en 2013.

## Anexos
| Entidades relacionadas                               | Datos estadísticos y trayectoria | Personalidades e historia                                                                                 | Infraestructuras                         |
| ---------------------------------------------------- | -------------------------------- | --- | ---------------------------------------- |
| - F.C. San Pauli (femenino) - F.C. San Pauli (rugby) | - Estadísticas del FC San Pauli  | - Futbolistas del FC San Pauli - Entrenadores del FC San Pauli - Historia del uniforme del F.C. San Pauli | - F.C. San Pauli II - Millerntor-Stadion |

## Filmografía
- Gegengerade - 20359 St. Pauli (2011), de Tarek Ehlail.
- Mario (2018), de Marcel Gisler